# Juri Alexejewitsch Kaschirin
Juri Alexejewitsch Kaschirin (russisch Юрий Алексеевич Каширин; * 20. Januar 1959 in Moskau) ist ein sowjetischer Radrennfahrer und Olympiasieger im Radsport.

## Sportliche Laufbahn
Seinen ersten internationalen Erfolg hatte er mit dem Gewinn der Silbermedaille im Mannschaftszeitfahren bei den UCI-Weltmeisterschaften der Junioren 1977. 1980 gewann er mit Sergei Schelpakow, Anatoli Jarkin und Aleh Lohwin bei den Olympischen Sommerspielen in Moskau im Mannschaftszeitfahren die Goldmedaille. Auch die Türkei-Rundfahrt konnte er für sich entscheiden. Im olympischen Straßenrennen wurde er 23. 1979 war er auch am Start der DDR-Rundfahrt. 1981 gewann er bei den UCI-Straßen-Weltmeisterschaften im Mannschaftszeitfahren die Silbermedaille, ein Jahr später reichte es zur Bronzemedaille. Zweimal (1979 und 1982) gewann er das britische Milk-Race. Auch einen Etappensieg bei der Tour de l’Avenir (ebenso wie 1980) und im Coors International Bicycle Classic 1981 konnte er für sich verbuchen. Bei den nationalen Meisterschaften im Mannschaftszeitfahren gelang ihm ebenfalls ein weiterer Sieg. Die Internationale Friedensfahrt bestritt er dreimal, der achte Platz 1981 war dabei sein bestes Ergebnis. 1983 gewann er mit der sowjetischen Auswahl den Titel im Mannschaftszeitfahren bei den UCI-Straßen-Weltmeisterschaften. Sein letzter größerer Erfolg war 1985 der Sieg im Giro del Bergamasco. Er startete während seiner Karriere für den Verein Lokomotive Rostow. 1998 beendete er seine Laufbahn und wurde Trainer.